# Conserver (système de gestion de console)
Conserver est un serveur de gestion de consoles série qui fournit un accès distant aux consoles système.et aux journaux à un hôte central (maître). Il prend en charge les connexions série locales et réseau et permet la relecture de l'historique de la console du serveur même si le serveur est arrêté. Plusieurs utilisateurs peuvent se connecter à une connexion série unique, l'un d'entre eux ayant un accès en écriture.

## Histoire
"Serveur de console" tel qu'il était initialement connu, a été écrit par Tom Fine, et a été présenté pour la première fois avec son code source pendant LISA IV, à Colorado Springs en 1990. Un programme similaire avait déjà été écrit à Purdue University. Ces auteurs ont supposé que le code de Fine était basé sur leur version, donc fourchèrent le code de Fine, le modifièrent et le publièrent en version 8. Ceci fut divisé en différentes versions (généralement v8 <quelque chose>. <quelque chose="">) utilisées par Sun Microsystems, IBM et bien d'autres. Bryan Stansell a ensuite fusionné les fourches avec la plupart des fonctionnalités et ajouté le contrôle d'accès TCP Wrapper, le chiffrement SSL, la mise en réseau UDS et la prise en charge de l'authentification PAM; ainsi que l'acceptation des correctifs soumis par d'autres.</quelque>

## Usage moderne
Le conserver a été écrit pour être utilisé avec RS-232 série filaire multi-port cartes. Moderne jour des configurations (en général), l'utilisation séparée de gestion Ethernet les réseaux et les serveurs de console. Dans certains cas, une forme de reverse telnet ou de connexion SSH  est utilisée; sinon, un niveau supplémentaire d'indirection peut être interposée: le serveur fournit une Série sur le LAN du service via IPMI, et un utilitaire de ligne de commande se connecte au serveur. Cette prise peut être utilisée comme un "virtuel reverse telnet connexion". conserver n'est pas limitée à un formulaire de protocole réseau, et peut s'occuper de ces configurations, ainsi que le journal de la sortie de la console de machines virtuelles.
Conserver est généralement aussi utilisé dans les configurations des grappes de serveurs, la journalisation des messages par l'intermédiaire d'un serveur de terminal  ou encore à une instance qui s'exécute sur chaque nœud de la surveillance de la console de la machine suivante, connue sous le chaînage,.

### Les pages de manuel
- conservateur(8)Modèle:Man/format
- console(1)Modèle:Man/format
- conserver.cf(5)Modèle:Man/format

### Serveur de Console et la Carte de Références
- Zonker Plus de Défilement de la Console de Connaissances

### D'autres
- L'amélioration de la gestion de serveur avec Minicom et conserver par Paul Virijevich 6 septembre 2006
- Astuce: Conserver par Carla Schroder 8 mai 2007
- Les lumières de la Gestion par hcoyote sur le Jeu., 2006-11-09